# Penelopides
Penelopides es un género de aves bucerotiformes de la familia Bucerotidae propias de las Filipinas.

## Subespecies
Se reconocen las 5 siguientes especies:
- Penelopides manillae (Boddaert, 1783) - cálao chico de Luzón
- Penelopides mindorensis Steere, 1890 - cálao chico de Mindoro
- Penelopides samarensis Steere, 1890 - cálao chico de Samar
- Penelopides affinis Tweeddale, 1877 - cálao chico de Mindanao
- Penelopides panini (Boddaert, 1783) - cálao chico de Panay